# Peperomia argyreia
Peperomia argyreia là một loài thực vật có hoa trong họ Hồ tiêu. Loài này được (Hook.f.) E.Morren miêu tả khoa học đầu tiên năm 1867.